# Luo Dengping
Luo Dengping (1980) és una escaladora de l'ètnia Miao de la vila de Getuhe, a la província de Guizhou (Xina). Coneguda també pel nom de "Dona aranya".
A la comunitat Miao, l'escalada sense cordes ni arnesos ha estat una tradició cultural i una forma de vida durant segles. Inicialment els membres d'aquesta cultura col·locaven les seves urnes funeràries a les muntanyes escarpades per tal que descansessin en pau. Més endavant, aquest grup, a partir de collir herbes i vendre-les com a remeis de la medicina xinesa per l'asma i el reumatisme, van trobar una forma de viure. Amb el temps, aquest negoci ha minvat perquè la medicina occidental ha ocupat el lloc de la més tradicional. Actualment escalen per ensenyar la forma tradicional de fer-ho als turistes.
Avui dia, són pocs membres de la comunitat els que escalen, Luo Dengping, és una d'ells. Dengping va aprendre a escalar sense cordes ni arnés de la mà del seu pare als quinze anys i puja muntanyes de més de 100 metres d'alçada. Per poder escalar va haver de trencar amb les tradicions ancestrals de la seva comunitat ja que escalar només ho feien els homes.